# Центральный банк Кувейта
Центральный банк Кувейта (англ. Central Bank of Kuwait, араб. بنك الكويت المركزي‎) — центральный банк Государства Кувейт.

## История
В 1960 году декретом эмира учреждён Валютный совет Кувейта (Kuwaiti Currency Board), получивший право эмиссии.
В 1968 году принят закон о создании Центрального банка Кувейта, которому перешли функции Валютного совета. 1 апреля 1969 года банк начал операции. Капитал банка принадлежит правительству Кувейта.

## Руководство
13 февраля 2012 г. шейх Салем Абдул Азиз ас-Сабах заявил о своем уходе с поста председателя ЦБ Кувейта после более чем 25 лет бессменного руководства банком (с 01.10.1986 г.). В эксклюзивном интервью информагентству KUNA шейх Салем пояснил, что причиной отставки стали «проблемы, связанные с условием функционирования экономики и прогнозируемым увеличением государственных расходов достигли масштабов, при которых Центральный банк Кувейта не может выполнять обязанности, обозначенные в уставных документах». По итогам 2005 г. шейх Салем Абдул Азиз ас-Сабах был признан журналом The Banker лучшим в номинации «Управляющий Центральным банком, Ближний Восток».

## Функции
Центральный банк Кувейта является главным звеном банковской системы Кувейта и осуществляет в связи с этим следующие функции:
- разработка и проведение денежно-кредитной политики,
- регулирование уровня внутренней ликвидности,
- поддержание устойчивого курса национальной валюты по отношению к основным свободно конвертируемым валютам,
- сдерживание инфляции,
- регулирование и надзор за функционированием банковской системы.

ЦБ Кувейта является полноправным членом Совет по исламским финансовым услугам (The Islamic Financial Services Board).